# 赵金铎
赵金铎（1943年—），河北省沧州市人，中华人民共和国政治人物。
1965年，毕业于河北农业大学水利系，后供职于河北省献县水利局。1983年，升任河北省献县副县长。1984年，升任河北沧州地委副书记。1989年升任地委书记。1993年，任河北常委兼石家庄市委书记。1997年，任中共河北省委副书记。2002年，当选河北省政协副主席，次年升为政协主席。